# Walter Arnott
Walter Arnott (12 de maig de 1861 - 18 de maig de 1931), també anomenat Wattie Arnott, fou un futbolista escocès de la dècada de 1890.
Pel que fa a clubs, defensà els colors de Queen's Park. Fou internacional amb la selecció d'Escòcia.